# 企業会計審議会
企業会計審議会（きぎょうかいけいしんぎかい）は、企業会計の基準及び監査基準の設定、原価計算の統一その他企業会計制度の整備改善について調査審議し、その結果を内閣総理大臣、金融庁長官又は関係各行政機関に対して報告し、または建議する機関。
なお、2001年（平成13年）7月以降は公益財団法人財務会計基準機構の常設の委員会である企業会計基準委員会が、日本の会計基準を設定する主体となったため、現在の企業会計審議会は、監査基準や公認会計士制度関連等の企業会計基準委員会が作成しないものについて検討している。

## 構成
審議会は学者や実務家の委員で構成されており、審議会総会のほか会計部会・監査部会・内部統制部会があり、事務局は金融庁企画市場局企業開示課である。
審議会が発表する会計原則やさまざまな意見書などには法律上の強制力はないが、会計実務等の基本的ルールとなっている。

## 委員一覧
令和5年6月2日現在。
| 役職 | 氏名       | 備考 |
| ---- | ---------- | --- |
| 会長 | 徳賀芳弘   | 京都先端科学大学副学長、京都大学名誉教授 |
| 委員 | 井口譲二   | ニッセイアセットマネジメント株式会社執行役員 運用本部 副本部長 チーフ・コーポレートガバナンス・オフィサー                                                                                          |
|      | 引頭麻実   | 東京ガス株式会社社外取締役、味の素株式会社社外取締役、三井不動産株式会社社外取締役 |
|      | 小倉加奈子 | 公認会計士、あずさ監査法人専務理事、日本公認会計士協会副会長 |
|      | 金子裕子   | 公認会計士、早稲田大学商学学術院教授、信越化学工業株式会社社外監査役、横浜ゴム株式会社社外取締役、三菱HCキャピタル株式会社社外取締役、株式会社日本政策投資銀行監査役、元札幌テレビ放送アナウンサー |
|      | 阪智香     | 関西学院大学商学部教授 |
|      | 佐々木啓吾 | 住友化学株式会社常務執行役員 |
|      | 佐藤雅之   | 日揮ホールディングス株式会社代表取締役会長CEO |
|      | 田代桂子   | 株式会社大和証券グループ本社 取締役兼執行役副社長 |
|      | 林隆敏     | 関西学院大学商学部教授 |
|      | 堀江正之   | 日本大学商学部教授 |
|      | 松岡直美   | ソニーグループ株式会社執行役員 |
|      | 弥永真生   | 明治大学大学院会計専門職研究科教授 |
|      | 米山正樹   | 東京大学大学院経済学研究科教授 |